# Jaime Jaramillo Arango
Jaime Jaramillo Arango (Manizales, 17 de enero de 1897-Bogotá, 30 de julio de 1962) fue un médico, escritor, diplomático, funcionario y político colombiano, miembro del Partido Liberal Colombiano.
Pionero de la medicina moderna en su país, decano de medicina de la Universidad Nacional de Colombia y rector de la misma institución. Figura relevante en la política exterior colombiana a mediados del siglo XX: Ministro Plenipotenciario de Colombia ante los gobiernos de Bélgica, Países Bajos, Noruega, Dinamarca y Polonia; Ministro Plenipotenciario de Colombia para Dinamarca; Ministro Plenipotenciario para Alemania; Ministro Plenipotenciario ante el Reino Unido; Embajador de Colombia en el Reino Unido. Ministro de educación y fundador en 1956 del Colegio Anglo Colombiano de Bogotá.
Fue Delegado permanente de Colombia ante la Liga de las Naciones y Delegado  de Colombia en la Primera Asamblea de la UNESCO en Londres, en noviembre de 1945, donde propuso la creación de la Universidad de las Naciones Unidas. La propuesta se concreta en 1973 con la creación de la Universidad de las Naciones Unidas. como institución, con estatuto diplomático, y la misión de ayudar, investigar y resolver problemas  relacionados con el desarrollo y bienestar de los distintos países a través de la educación.
Es el autor de varios libros de medicina y botánica. El más importante fue "The British Contribution to Medicine”  que estudió las investigaciones y descubrimientos de varios premios Nobel: la penicilina,  por Alexander Fleming; la malaria, por Ronald Ross; el proguanil, por F. H. Curd, D. G. Davey y F. L. Rose; las vitaminas, por Gowland Hopkins; y el dietilestilbestrol, por Robert Robinson y Charles Dodds. El prólogo fue escrito por Arthur MacNalty, director médico del gobierno británico desde 1935 hasta 1941.

## Familia
Jaime Jaramillo Arango nació el 17 de enero de 1897 en Manizales, Colombia. Fue hijo de Francisco Jaramillo Jaramillo y Dolores Arango Isaza. Su familia descendía de Alonso Jaramillo de Andrade, de Extremadura, España. 
Sus hermanos fueron Rubén, Hernando, Mercedes, Pedro José, Ana, César, José de Jesús, Margarita, Sofía y Pablo Jaramillo Arango.
Tanto Rubén Jaramillo Arango como Jaime Jaramillo Arango tuvieron muy destacadas trayectorias profesionales al servicio del país..

### Educación
Jaramillo Arango cursó estudios en el Colegio Santo Tomás de Aquino de Manizales y en el Colegio Mayor de San Bartolomé en Bogotá. Estudió medicina en la Universidad Nacional de Colombia y se especializó en cirugía en París, Londres y Rochester, Estados Unidos.

### Pionero de la medicina moderna
A su regreso a Colombia fue director del Hospital San Juan de Dios de 1920 a 1923, y de 1927 a 1931. Presidente y miembro de la junta directiva de la institución en varias ocasiones.
Debido a sus estudios y experiencia profesional, se convirtió en el cirujano colombiano más eminente de su tiempo. Fue el médico de cabecera de tres presidentes colombianos y otras personalidades del  ámbito científico y empresarial.

### Profesor, rector y ministro
A principios de los años 30 comenzó su carrera en la educación.  En 1934, el presidente liberal Enrique Olaya Herrera lo nombra ministro de educación.
Fue muchos años profesor, investigador, y decano de la facultad de medicina de la Universidad Nacional de Colombia, y rector de la misma institución, de 1949 a 1950. Ciro Quiroz en su libro sobre la Universidad Nacional recuerda que en enero de 1950 el rector Jaime Jaramillo Arango importó bicicletas para la movilidad de los estudiantes dentro y fuera del campus.(Ciro Quiroz. Universidad Nacional en sus pasillos. Bogotá: Facultad de derecho. Universidad Nacional de Colombia, 2003).
Su trayectoria  se parece mucho a la de otro médico colombiano algo posterior,  Juan Jacobo Muñoz,   también ministro de salud y educación,  también  profesor universitario e investigador de la malaria y otras  enfermedades tropicales del país.

### Actividad diplomática
En 1938, el presidente liberal Alfonso López Pumarejo lo nombra Ministro Plenipotenciario de Colombia para Alemania. Hombre de carácter y principios, se enfrentó a los atropellos y abusos de Hitler en Berlín, el 10 de noviembre de 1938, durante el episodio denominado " La noche de los cristales rotos"

Fue embajador de Colombia ante las Naciones Unidas en Ginebra, de 1939 a 1940. Asignado también como embajador de Dinamarca, Bélgica, Países Bajos, Noruega y Polonia, y España,con sede en Londres, de 1940 a 1945. Ministro Plenipotenciario ante el Reino Unido, de 1940 a 1943. Embajador de Colombia ante el Reino Unido, de 1943 a 1945.

### Testigo de los horrores de la Kristallnacht, noche de los cristales rotos
El 2 de agosto de 1938 Jaramillo Arango llegó a Berlín. La fecha elegida para presentar cartas credenciales como embajador ante Adolf Hitler fue el 15 de noviembre.
Pero, el 9 de noviembre, los escuadrones paramilitares nazis comenzaron a atacar brutalmente a la población judía y sus tiendas, lo que se conoció como Kristallnacht: el inicio de la persecución de los judíos por parte del Tercer Reich. Al día siguiente, 10 de noviembre, el embajador Jaramillo y su asistente fueron arrestados porque estaban tomando fotografías de los impresionantes daños en Kurfürstendamm, desde el automóvil diplomático. Fueron trasladados al Ministerio de Asuntos Exteriores, donde fueron liberados dos horas más tarde. Debido a estos hechos, Hitler canceló la cita con el diplomático colombiano.
Después de la Kristallnacht, el 24 de noviembre de 1938, Jaramillo Arango abandonó Alemania y se exilió, primero en Francia y luego en Inglaterra, donde fue asignado como Ministro Plenipotenciario en el Reino Unido hasta 1945. La embajada de Colombia en Berlín estuvo vacante hasta 1953.
El informe oficial del Embajador Jaramillo Arango  apareció posteriormente en artículos y libros especiales sobre la Kristallnacht; y las fotografías tomadas que describían el horror de los acontecimientos del 9 de noviembre de 1938, fueron expuestas 75 años después en una exposición conmemorativa en la Nueva Sinagoga de Berlín, en 2013.
Véase From the inside to the outside. The 1938  November Progroms in Diplomatic Reportes from Germany. Edited by Christian Dirks and Hermann Simon.Berlin: Metropol Verlag, 2014. ISBN -978-3-86331-218-3.

### Colegio Anglo Colombiano
En febrero de 1956, debido a su profunda admiración por los científicos y educadores británicos, sus maestros y colegas, fundó el colegio Anglo Colombiano de Bogotá, bilingüe y mixto, de amplia visión intelectual, inspirado en el sistema educativo británico.

### El Mesón de Indias, primer restaurante internacional
Jaime Jaramillo Arango  compra la casa de la calle 12 B N.º 5-33 y 5-41, a la Academia Colombiana de la Lengua. En esta casa colonial  vivió el escritor José Caicedo y Rojas en el siglo XIX, y fue la casa  de  Jaime  Jaramillo Arango en el siglo XX, quien  instala ahí su residencia, el consultorio médico, e inaugura el 7 de octubre de 1954  un  conocido restaurante,  el Mesón de Indias, primer restaurante internacional de la capital colombiana, donde se reunían  ministros, diplomáticos e  importantes empresarios y políticos. La inauguración fue acompañada del alcalde de la ciudad, Fernando Mazuera Villegas, y del presidente Alfonso López Pumarejo.
Algunos de los propietarios del actual restaurante Pajares de Bogotá  vinieron de España para trabajar inicialmente con Jaramillo Arango y su señora en el Mesón de Indias.

### Finca Alcalá de Guadaira en Fusagasugá
En Fusagasugá, Colombia, existe su finca de recreo,  denominada en papeles oficiales  del Registro de Instrumentos Públicos como Alcalá de Guadaira, nombre que le puso en recuerdo de un pueblo cercano a Sevilla, España. Posteriormente a la muerte de  Jaramillo Arango fue llamada en Fusagasugá como  Quinta Jaramillo Arango.

### Matrimonio
Contrajo nupcias en dos ocasiones: la primera con Carolina Cárdenas en 1932, quien murió muy temprano de meningitis, y quien aparece en la pintura anexa, del pintor y profesor de arte Francisco Antonio Cano.  
En 1948, se casó con María José Nemry von Thenen, ciudadana belga.

## Obras
Escribió diversos libros y artículos sobre ciencia, medicina y botánica, en español e inglés:
- 1948 - A propósito de algunas piezas inéditas de orfebrería Chibcha (About Some Unpublished Pieces of Chibcha Goldsmith)[21] Bogotá: Imprenta del Banco de la República. Revista del Instituto Etnológico Nacional, 1948. Bogotá: Instituto Colombiano de Antropología e Historia, 12 de mayo de 2012.
- 1949 - Estudio crítico acerca de los hechos básicos de la historia de la quina (A Critical Review of the Basic Facts in the History of Cinchona, London,  1949.)
- 1950 - The Conquest of Malaria[22] London: William Heinemann Medical Books Ltd., 1950.
- 1952 - The Journals of Hipólito Ruiz, a Spanish botanist in Peru and Chile, 1777-1788. Transcribed to Spanish from the original manuscripts by Jaime Jaramillo Arango, and translated to English by Richard Evans Schultes and María José Nemry von Thenen.y[23] Cambridge: Cambridge University Press, 1952 / 1998.
- 1953 - The British Contribution to Medicine.  London: E. & S. Livingstone Ltd. Prefacio por Sir Arthur MacNalty, 1953.
- 1953 - Don José Celestino Mutis y las expediciones botánicas españolas del siglo XVIII al Nuevo Mundo (Don José Celestino Mutis and the Spanish Botanists Expeditions from the 18th Century to the New World)[24] Separata de la Revista Bolívar, n.º 9, 1952 / Separata de la Revista de la Academia Colombiana de Ciencias, Vol. VIII, Nos. 33 y 34, mayo de 1953.
- 1959 - Historia de los antibióticos. Bogotá: Editorial Pax
- 1962 - Manual del árbol. Bogotá: Editorial Voluntad Ltda.